# Hyllisia insetosa
Hyllisia insetosa là một loài bọ cánh cứng trong họ Cerambycidae.